# Azahara Muñoz
Azahara Muñoz Guijarro (nascida em 19 de novembro de 1987) é uma jogadora profissional espanhola de golfe que atualmente joga nos torneios do circuito da LPGA (Estados Unidos) e do circuito europeu feminino.
Tornou-se profissional em 2009 e representou Espanha na competição feminina de golfe nos Jogos Olímpicos de Verão de 2016, realizados no Rio de Janeiro, Brasil. Terminou sua participação em trigésimo sexto lugar no jogo por tacadas individual.